# Joaquim Aires de Almeida Freitas
Joaquim Aires de Almeida Freitas (? — ?) foi um político brasileiro.
Foi presidente da província do Rio Grande do Norte, de 11 de abril a 25 de abril de 1838.